# IC 1252
IC 1252 = IC 4649 ist eine Spiralgalaxie vom Hubble-Typ Sab im Sternbild Drache am Nordsternhimmel. Sie ist rund 414 Millionen Lichtjahre von der Milchstraße entfernt und hat einen Durchmesser von etwa 120.000 Lichtjahren. Gemeinsam mit PGC 3135958 bildet sie ein Galaxienpaar.
Im selben Himmelsareal befindet sich u. a. die Galaxie NGC 6338, NGC 6345, NGC 6346, IC 4650.
Das Objekt wurde am 5. September 1888 von Guillaume Bigourdan entdeckt.